# Resolució 953 del Consell de Seguretat de les Nacions Unides
La Resolució 953 del Consell de Seguretat de les Nacions Unides fou adoptada per unanimitat el 31 d'octubre de 1994. Després de recordar la Resolució 783 (1992) i totes les resolucions pertinents sobre la situació a Somàlia, el Consell va prorrogar el mandat de l'Segona Operació de les Nacions Unides a Somàlia II (UNOSOM II) per un període provisional que finalitza el 4 de novembre de 1994.
L'extensió va ser aprovada després de decidir el 20 d'octubre de 1994 d'enviar una missió a Somàlia, tal com es va exposar a la Resolució 946 (1994) i que hauria de considerar l'informe d'aquesta missió abans de decidir sobre el futur de la UNOSOM II.